# Ренкавець
Ренкавець (пол. Rękawiec) — село в Польщі, у гміні Будзішевиці Томашовського повіту Лодзинського воєводства.
Населення — 183 особи (2011).
У 1975-1998 роках село належало до Пйотрковського воєводства.

## Демографія
Демографічна структура станом на 31 березня 2011 року:
|          | Загалом | Допрацездатний вік | Працездатний вік | Постпрацездатний вік |
| -------- | ------- | ------------------ | ---------------- | -------------------- |
| Чоловіки | 96      | 20                 | 66               | 10                   |
| Жінки    | 87      | 17                 | 49               | 21                   |
| Разом    | 183     | 37                 | 115              | 31                   |